# Jarčevac
Jarčevac (sedmolist, bazjan, lat. Aegopodium), biljni rod iz porodice štitarki s nekoliko vrsta korisnih trajnica. Rasprostranjen je po velikim dijelovima Europe i Azije. U Hrvatskoj raste samo vrsta podagrasti jarčevac, poznat i kao regoča (A. podagraria)
Neke vrste uvezene su na Britansko Otočje, Island i Sjevernu Ameriku

## Vrste
1. Aegopodium alpestre Ledeb.
2. Aegopodium burttii Nasir
3. Aegopodium decumbens (Thunb.) Pimenov & Zakharova
4. Aegopodium handelii H.Wolff
5. Aegopodium henryi Diels
6. Aegopodium kashmiricum (R.R.Stewart ex Dunn) Pimenov
7. Aegopodium komarovii (Karjagin) Pimenov & Zakharova
8. Aegopodium latifolium Turcz.
9. Aegopodium podagraria L.
10. Aegopodium tadshikorum Schischk.
11. Aegopodium tribracteolatum Schmalh.